# Richard Barnbrook
Richard Barnbrook (* 24. února 1961, Catford) je britský politik, člen Britské národní strany a zastupitel v Londýnském shromáždění.
Richard Barnbrook absolvoval uměleckou školu při Royal Academy of Arts. Za svou stranu je místním zastupitelem v londýnské části Barking and Dagenham a kandidoval za ni neúspěšně v parlamentních volbách, ve kterých skončil ve svém obvodu se ziskem 16,9% hlasů na třetím místě.
V roce 2008 kandidoval na londýnského starostu a se ziskem 2,84% prvních prefenrenčních hlasů a 5,23% druhých preferenčních hlasů skončil na 5. místě. V souběžných volbách byl jako lídr kandidátky své strany zvolen jako historicky první člen své strany do Londýnského shromáždění.